# Палисандр

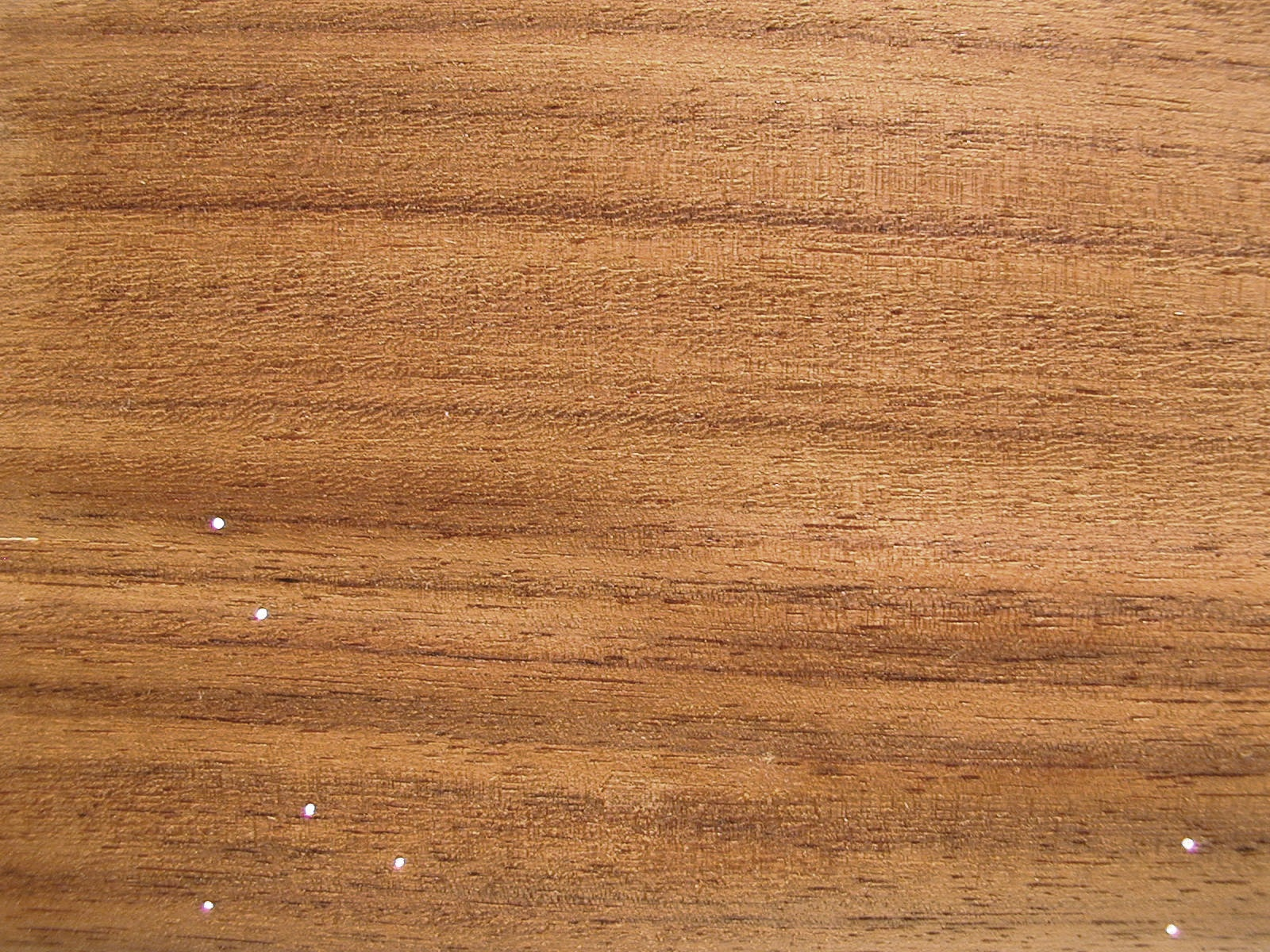
Древесина палисандра (Dalbergia sissoo)

Палиса́ндр (фр. palissandre) — название древесины ряда пород тропических деревьев. Вопреки тому, что БСЭ называет палисандром «древесину некоторых южноамериканских видов жакаранды (Jacaranda) семейства бигнониевых», более правильным и установившимся следует считать употребление этого названия по отношению к древесине деревьев рода дальбергия (Dalbergia) семейства бобовых (более того, иногда древесина деревьев этого рода из Южной Америки продаётся под коммерческим названием «жакаранда», но не наоборот). В английском языке за древесиной палисандра закрепилось название rosewood, но в русском языке использование его буквального перевода «розовое дерево» является скорее описательным.

## Род дальбергия
Всего в этом роде от 100 до 150 (иногда насчитывают до 300) видов. Название было дано в честь шведского врача и ботаника Нильса (Николаса) Дальберга (1736—1820). Виды этого рода встречаются по всей тропической зоне: в Южной Америке, Африке (включая Мадагаскар) и Юго-Восточной Азии. В роде дальбергия представлены не только деревья, но и кустарники, например, широко распространённый в Америке (от Флориды до Перу и Бразилии), в Африке и в Индии койнвайн (coinvine) — Dalbergia ecastaphyllum (Pterocarpus ecastaphyllum), или «денежный кустарник» (moneybush) — Dalbergia monetaria (Pterocarpus plumieri = Ecastaphyllum monetaria), растущий от Бразилии и Перу до Мексики и Кубы.

## Описание древесины
Цвет варьирует в зависимости от разновидности. Основной фон — от розовато-светло-коричневого до кирпично-красного или шоколадно-бурого цвета, узор — из тёмных прожилок (выраженность его также различна), нередко с фиолетовым оттенком. У большинства палисандров рода Dalbergia из-за высокого содержания эфирных масел в свежесрубленном виде древесина издаёт приятный цветочный запах, который исчезает после высушивания. По твёрдости она превосходит дуб в полтора-два раза, в зависимости от вида, плотность обычно в диапазоне 800—1000 кг/м³. Высокая прочность, хорошо полируется. Заболонь — беловатая или светло-коричневая — является нестойкой. Помимо использования в массиве, из палисандра получают очень красивый шпон, рисунок которого обычно зависит от выбора направления строгания, что позволяет подбирать весьма изысканные узоры.

## Различные виды палисандров
Индийский палисандр — Dalbergia latifolia — также известен как индийское (или восточно-индийское) розовое дерево, яванский палисандр, индонезийское розовое дерево, бомбейское чёрное дерево, малабар и сонокелинг (Indian or East Indian rosewood, Java palissander, Indonesian rosewood, Bombey blackwood, Malabar, sonokeling). Встречается в Индии, Пакистане, Шри Ланке и Индонезии (в последней стране его выращивают плантационно и на рынок он попадает под названием сонокелинг).
Сиссу (Sissoo, также Sisu, Shisham) — Dalbergia sissoo — другой вид того же рода из Индии (в Индонезии и на Шри Ланке не встречается), который в торговой практике обычно не отличается от индийского палисандра и идёт под теми же названиями.
В странах Южной и Юго-Восточной Азии встречаются и другие виды дальбергий. Например, сиамский палисандр — Dalbergia cochinchinensis, также известный как 'огненное дерево' или чак (flamewood, trắc), или бирманское розовое дерево — Dalbergia olivera — также называемое бирманским тюльпанным деревом (Burma rosewood, Burma tulipwood), и ряд других (розовое дерево Камфи (Khamphi Rosewood) из Камбоджи — Dalbergia cultrata, камлай (Cam Lai) из Вьетнама — Dalbergia bariensis). На рынке как самостоятельные породы они встречаются достаточно редко.
Палисандр Рио — Dalbergia nigra — бразильское розовое дерево, бразильский палисандр, жакаранда Рио, жакаранда да Байя, жакаранда прето, жакаранда кавиуна, пау прето, палисандр де Сегипп (Rio palissander, Brazilian rosewood, Brazilian palissander, Rio jacarand, jacarandá da Bahia, jacarandá preto, jacarandá caviúna, pau preto, palissandre de Segippe). Ареал ограничен Бразилией, в настоящее время порода является редкой и охраняемой (экспорт из Бразилии запрещён). Не следует смешивать с «просто» бразильским деревом — Caesalpinia echinata (brazilwood, Bahia wood, pernambuco wood, Brazilian ironwood), которое точнее называть «бразильским железным деревом».
Королевское дерево — Dalbergia caesarensis — также бразильское королевское дерево, фиолетовое дерево, жакаранда виолета, пау виолета (kingwood, Brazilian kingwood, violetwood, jacarandá violeta, pau violeta). Произрастает в восточной Бразилии, названо так из-за своей популярности при дворе Людовика XIV и Людовика XV. Основная область применения сегодня — инкрустация, маркетри, небольшие токарные изделия и т. п. «Фиолетовым деревом» также могут называть другую южноамериканскую породу, амарант, он же пёрплхарт — Peltogyne paniculata, P. pubescens (amaranth, purpleheart).
Кокоболо — Dalbergia retusa (также D. hypoleuca, D. lineata, D. granadillo) — также гранадилло, никарагуанское розовое дерево, палисандр центральноамериканский, намбар, пало негро, фунера, саламандровый палисандр, коралловый палисандр (cocobolo, granadillo, Nicaraguan rosewood, palissander of Central America, ñambar, palo negro, funera, Salamanderholz, Korallen-Palisander). Следует иметь в виду, что 'гранадилло' в Южной Америке называют и ряд других пород, например, масасауба (Platymiscium pinnatum), а африканскими гренадиллом называют африканское чёрное дерево (Dalbergia melanoxylon). Распространён кокоболо от Мексики до Панамы. Древесина — ярких цветов от тёмно-красного до смеси полосок красного, коричневого, чёрного, пурпурного, жёлтого и оранжевого (часто описывается как радуга). Предложение на рынке сокращается.
Гондурасское розовое дерево — Dalbergia stevensonii и Dalbergia tucerensis — также центральноамериканское розовое дерево (Honduras rosewood, Central American rosewood). Ареал — Центральная Америка (Белиз, Гватемала, юг Мексики, Гондурас).
Бразильское тюльпанное дерево — Dalbergia frutescens (варианты D. decipularis, D. variabilis, D. tomentosa) — также пау роза, жакаранда роза, пау де фузо, пинквуд, буа де роз, розовое дерево Байя (Brazilian tulipwood, pau rosa, jacaranda rosa, pau de fuso, pinkwood, bois de rose, Bahia Rosenholz). Название, скорее всего, связано с запахом свежесрубленной древесины. Эту породу нельзя путать с другим «тюльпанным деревом», американским тополем (American tuliptree, American poplar) Liriodendron tulipifera из Северной Америки, чья лёгкая светлая древесина гораздо дешевле. Произрастает бразильское тюльпанное дерево в основном в Бразилии, но также может встречаться в соседних странах — Суринаме, Гайане, Венесуэле, возможно, и в Перу, Боливии, Парагвае и Аргентине. Уже в XVIII веке широко использовалось для производства мебели, но в настоящее время — в основном для малых форм.
Амазонский палисандр — Dalbergia spruceana — амазонское розовое дерево, жакаранда ду Пара (Amazonas palisander, Amazonas rosewood, jacarandá do Pará) растёт на северо-востоке Бразилии. Напоминает палисандр Рио, но отличается от него по запаху и микроструктуре (в частности, характерные серные отложения в порах). По сравнению с другими видами это сравнительно малоизвестная порода.
В Южной Америке есть и другие виды дальбергий, в том числе коммерчески используемые (например, гранадилло рохо (granadillo rojo) — Dalbergia glomerata — из Центральной Америки), но все эти виды малораспространены в природе и весьма редко встречаются на рынке. Тем не менее, как единичные предложения можно встретить, например, каматилло — Dalbergia congestiflora — также известное как королевское дерево Пара и мексиканское королевское дерево (camatillo, Para kingwood, Mexican kingwood).

## Аналоги палисандра из других родов
Некоторые южноамериканские породы используются как аналоги палисандров из рода дальбергия и имеют сходные названия.
Боливийское розовое дерево, или палисандр Сантос — Machaerium scleroxylon — морадо, морадилло, полосатая кавиуна (Bolivian rosewood, Santos palisander, Morado, Moradillo, striped caviuna). Названия 'пау ферро' (железное дерево) и 'жакаранда' лучше не использовать в отношении этой породы. Экспортируется из Бразилии и Боливии. Цена на эту древесину заметно ниже, чем на палисандры рода дальбергия. Под тем же названием может предлагаться и близкий вид из Бразилии, жакаранда пардо (jacaranda pardo) — Machaerium villosum.
Бокоте — Cordia elaeagnoides — мексиканское розовое дерево, розовое дерево Майя, бекоте, сирикоте, салмвуд (bocote, Mexican rosewood, Mayan rosewood, becote, siricote, salmwood), один из представителей многочисленного рода кордия. Произрастает от Мексики до Коста-Рики, а также во Флориде, в Колумбии и на островах Карибского моря, но везде относительно редко. Древесина по цвету может варьировать от зеленовато-жёлтой до золотисто-коричневой с коричнево-чёрными прожилками, маслянистый блеск несколько напоминает тик. Относительно легко обрабатывающаяся стойкая древесина, плотность около 650 кг/м³.
Масасауба — Platymiscium yucatanum, P. pinnatum, P. trinitatis, P. ulei — гранадилло, макавуд, кристобаль, панамское розовое дерево, ормигон и др. (macacaúba, granadillo, macawood, cristobal, Panama rosewood, hormigón). Распространено от Никарагуа и Коста-Рики на восток до Суринама и Французской Гвианы, а на юг до Эквадора, Бразилии и Парагвая. Древесина от оранжево-красной до красновато- или пурпурно-коричневой, прожилки слабовыражены. Прочность и стойкость от средней до высокой, плотность около 800 кг/м³
Иногда «розовым деревом» (rosewood) также называют некоторые породы, более известные под другими названиями, например: карибское розовое дерево (Caribbean rosewood) — это чечем (Metopium brownei), он же чёрное ядовитое дерево (black poisontree) из Мексики и Белиза. А патагонское розовое дерево (Patagonian rosewood) — это курупай (Piptadenia macrocarpa = Anadenanthera macrocarpa), он же анжико-прето, бразильский тигровый тик (curupay, angico prieto, Brazilian tiger teak) из Бразилии, Парагвая и Боливии.
«Жакарандой» в Южной Америке могут называть любое дерево, напоминающее палисандр, что ведёт к путанице на рынке, и иногда подобное смешение умышленно. Название «гранадилло» широко используется в Мексике и Центральной Америке для почти любой тёмной древесины, которую трудно определить или у которой нет звучного имени на рынке. Точно так же многие тяжёлые и прочные породы древесины называются железным деревом, пау ферро (ironwood, pau ferro). Многие из этих «железных деревьев» имеют тёмную древесину, напоминающую древесину палисандра.
Конголезский палисандр, африканский палисандр или венге (Millettia laurentii) — африканское тропическое дерево из семейства бобовые. Другие названия: конголезское розовое дерево, африканское розовое дерево, дикела, миботу, боконге, авонг.

## Применение
Палисандр является ценной и дорогой породой дерева. Из него производят высококлассную мебель и паркет. Как декоративная древесина, обладающая высоким разнообразием расцветок, он применяется в интерьере дорогих вагонов, кают и лайнеров. Благодаря своей устойчивости и долговечности вполне может использоваться в изготовлении дверей, оконных рам. Применяется как материал для резной мебели, шахмат, тростей, кухонной утвари, бильярдных киев, рукояток зонтов, футляров, гитар. Палисандр — основной материал при производстве брусков ксилофона. Также из этой породы дерева могут делать кларнеты и основные элементы и детали иных музыкальных инструментов — акустических и электрических гитар, палисандровые порожки и грифы смычковых и накладки на гриф щипковых струнных инструментов.